# Stephane Kaas
Stephane Kaas (Amsterdam, 1984) is een Nederlands filmmaker. 
Hij studeerde aan de Gerrit Rietveld Academie en de Nederlandse Film- en Televisie Academie. Na zijn afstuderen maakte hij korte films voor televisie en de satirische website De Speld en online tijdschrift Hard//hoofd. Zijn korte film 'To Do List' won in 2013 de Jan Hanlo Essayprijs.
Samen met schrijver Rutger Lemm maakte hij in 2017 zijn eerste lange documentaire 'Etgar Keret: Based on a True Story.' De film werd uitgezonden in 'Het uur van de wolf' op de NTR en won in 2018 een International Emmy Award in de categorie 'Arts Programming', een Prix Italia, twee prijzen op het filmfestival Master of Arts in Sofia en een prijs voor de Beste Documentaire op het Jewish Film Festival in Warschau.